# Wilanowska (stanice metra ve Varšavě)
Wilanowska je stanice varšavského metra na lince M1. Kód stanice je A-7. Otevřena byla 7. května 1995. Ze stanice je možnost přestupu na autobus a tramvaj. Leží v městské části Mokotów.